# LGV Méditerranée
La LGV Méditerranée è una linea ferroviaria francese ad alta velocità, di circa 250 km, costruita nel 1996 e messa in servizio nel giugno 2001 fra Saint-Marcel-lès-Valence e Marsiglia. Collega le regioni Provence-Alpes-Côte d'Azur e Languedoc-Roussillon alla LGV Rhône-Alpes e, quindi, a Lione, a Parigi e a tutto il nord della Francia.
Il costo dell'investimento è stato di 3,8 miliardi di euro. Mettendo Marsiglia a 3 ore da Parigi (per una distanza di poco meno di 800 km), l'entrata in servizio di questa linea ad alta velocità ha invertito le fette di mercato rispettive dell'aereo e del treno. Quest'ultimo si aggiudica i due terzi degli spostamenti fra la capitale e Marsiglia.

## Percorso
La LGV Méditerranée inizia a Saint-Marcel-lès-Valence, come proseguimento verso sud della LGV Rhône-Alpes. La nuova stazione TGV di Valence facilita l'interscambio della LGV con la linea ferroviaria tradizionale Valence-Grenoble e consente collegamenti rapidi con Valence, Romans-sur-Isère e Grenoble.
Dopo aver attraversato tre volte il Rodano, due volte a Mornas e una volta a nord di Roquemaure, la LGV prosegue verso Angles, dove forma un triangolo per consentire l'accesso a sud-est e sud-ovest. Il ramo sud-ovest, considerato l'inizio del futuro LGV Linguadoca-Rossiglione e lungo 25 km, si collega con la linea tradizionale Avignone - Nîmes a Redessan. Il ramo sud-est serve le nuove stazioni Avignon-TGV e Aix-en-Provence-TGV e si collega con la linea tradizionale all'ingresso di Marsiglia.

## Stazioni
- Valence-TGV: a Saint-Marcel-lès-Valence è un'unica stazione su due livelli; il livello inferiore è utilizzato dai servizi TGV e quello superiore dai servizi TER.
- Avignone-TGV: a sud della città di Avignone.
- Aix-en-Provence-TGV: a metà strada tra Aix-en-Provence e l'aeroporto di Marsiglia-Provenza; questa stazione serve il nord dell'area metropolitana di Marsiglia.
- Stazione TGV di Montpellier serve collegamenti in particolare verso Parigi, Lione e Barcellona.

## Tempi di percorrenza
| Continuation backward |

| Unknown route-map component "STR+l" | Unknown route-map component "ABZgr" |  |

|  |  | Unknown route-map component "SEC2" | Unknown route-map component "ABZg+l" | Unknown route-map component "SEC2q" | Unknown route-map component "ABZq+l" | Unknown route-map component "CONTfq" |

| Unknown route-map component "CONTgq" | Unknown route-map component "ABZqr" | Tower station on transverse bridge over straight track + Unknown route-map component "HUBa" | Small non-passenger station on transverse track | One way rightward |

| Station on track + Unknown route-map component "HUBe" |

| Unknown route-map component "SKRZ-G2u" |

| Small bridge over water |

| Unknown route-map component "SEC2" |

| Unknown route-map component "d" | Unknown route-map component "vSTR-KBSTa" |

| Unknown route-map component "d" | Unknown route-map component "vSHI2g+l-" |

| Track change |

| Enter and exit short tunnel |

| Unknown route-map component "nSTR+l" | Unknown route-map component "ABZgnr" |  |

| Unknown route-map component "nBST" | Track change |  |

| Unknown route-map component "CONTg+l" | Unknown route-map component "ABZqnr" | Unknown route-map component "hKRZa" | Transverse track | Unknown route-map component "CONTf+r" |

| Livron           |
| Aspres-sur-Buëch |

| Unknown route-map component "hKRZWe" |

| Unknown route-map component "SEC2" |

| Unknown route-map component "lSHST" + Unknown route-map component "STR~L" | Unknown route-map component "STR~R" |

| Unknown route-map component "hSTRae" |

| Enter and exit tunnel |

| Track change |

| Unknown route-map component "d" | Unknown route-map component "vSHI2gl-" |

| Unknown route-map component "d" | Unknown route-map component "vSTR-KBSTe" |

| Unknown route-map component "hKRZWae" |

| Small bridge over water |

| Small bridge over water |

| Unknown route-map component "SEC2" |

| Track change |

| Unknown route-map component "SKRZ-G2o" |

| Unknown route-map component "hKRZWae" |

| Unknown route-map component "SKRZ-Ao" |

| Unknown route-map component "hKRZWae" |

| Unknown route-map component "CONTg+l" | Transverse track | Unknown route-map component "KRZu" | Unknown route-map component "xABZq+r" | Unknown route-map component "exCONTf+r" |

| Pierrelatte |
| Nyons       |

|  | Straight track | Unknown route-map component "ENDEe" |

| Unknown route-map component "CONTr+f" | Straight track |  |

| Unknown route-map component "STR+GRZq" | Unknown route-map component "STR+GRZq" |  |

| Drôme    |
| Vaucluse |

| Alvernia-Rodano-Alpi        |
| Provenza-Alpi-Costa Azzurra |

| Straight track | Track change |  |

| Straight track | Unknown route-map component "ABZgl" | Unknown route-map component "STR+r" |

| 578+411 |
| 0+000   |

| Straight track | Straight track | Unknown route-map component "SEC2" |

|  | Unknown route-map component "ABZgl" | Unknown route-map component "KRZo" | Unknown route-map component "ABZql" | Unknown route-map component "CONTfq" |

| Unknown route-map component "SEC2" | Straight track |  |

| One way leftward | Unknown route-map component "ABZg+r" |  |

| Unknown route-map component "STRo" |

|  | Unknown route-map component "SEC2" | Unknown route-map component "lvSHST-" |

| Unknown route-map component "STRo" |

| Unknown route-map component "WASSERl" + Unknown route-map component "GRZl" | Unknown route-map component "hKRZWae" + Unknown route-map component "GRZq" | Unknown route-map component "WABZg+r" + Unknown route-map component "GRZ+r" |

| Vaucluse |
| Gard     |

| Provenza-Alpi-Costa Azzurra |
| Occitania                   |

| Unknown route-map component "WASSER+l" + Unknown route-map component "GRZ+l" | Unknown route-map component "hKRZWae" + Unknown route-map component "GRZq" | Water straight and to right + Unknown route-map component "GRZr" |

| Water + Unknown route-map component "GRZl" | Unknown route-map component "STR+GRZq" | Unknown route-map component "GRZ+r" |

| Water + Unknown route-map component "GRZ+l" | Unknown route-map component "STR+GRZq" | Unknown route-map component "GRZr" |

| Gard     |
| Vaucluse |

| Occitania                   |
| Provenza-Alpi-Costa Azzurra |

| Track change |

| Unknown route-map component "hKRZWae" |

| Unknown route-map component "hKRZWae" |

| Unknown route-map component "SKRZ-G2o" |

| Unknown route-map component "CONTg+l" | Unknown route-map component "hKRZa" | Unknown route-map component "CONTf+r" |

| Givors |
| Grezan |

| Unknown route-map component "hSKRZ-G4e" |

| Enter and exit short tunnel |

| Unknown route-map component "SKRZ-Ao" |

| Non-passenger station/depot on track |

| Unknown route-map component "SKRZ-G2o" |

| Unknown route-map component "SEC2" |

| Unknown route-map component "STR+l" | Transverse track | Unknown route-map component "ABZgr" |  |  |

| 618+742 |
| 0+000   |

| Unknown route-map component "hSTRae" |  | Unknown route-map component "hSTRae" |  |  |

| Straight track |  | Straight track |  |  |

| Unknown route-map component "ABZg+l" | Unknown route-map component "STR+r" | Straight track |  |  |

| 0+000 |
| 5+169 |

| Unknown route-map component "CONTgq" | Unknown route-map component "KRZo" | Unknown route-map component "hKRZa" | Unknown route-map component "hKRZa" | Unknown route-map component "CONTfq" |  |  |

| Straight track | Unknown route-map component "hKRZWe" | Unknown route-map component "hKRZWe" |  |  |

| Straight track | One way leftward | Unknown route-map component "ABZg+r" |  |  |

| 5+325   |
| 624+177 |

| Straight track |  | Unknown route-map component "BHF-L" | Unknown route-map component "KBHFa-R" |  |

| Straight track |  | Unknown route-map component "tSTRa" | Straight track |  |

| Straight track | Unknown route-map component "CONTgq" | Unknown route-map component "tKRZ" | Unknown route-map component "ABZql" | Unknown route-map component "CONTfq" |

| Straight track |  | Unknown route-map component "tSTRe" |  |  |

| One way leftward | Unknown route-map component "STR+r" | Straight track |  |  |

|  | Unknown route-map component "hKRZWae" | Straight track |  |  |

|  | Straight track | Straight track |  |  |

|  | Unknown route-map component "hKRZWae" | Straight track |  |  |

|  | Unknown route-map component "hSTRae" | Straight track |  |  |

|  | Unknown route-map component "hKRZWae" | Straight track |  |  |

| Unknown route-map component "STR+l" | Unknown route-map component "ABZgr" | Straight track |  |  |

| 25+059 |
| 0+000  |

| Straight track | Continuation forward | Straight track |  |  |

| Non-passenger station/depot on track |  | Straight track |  |  |

| Unknown route-map component "CONTgq" | Unknown route-map component "ABZqr" | Unknown route-map component "CONTfq" | Straight track |  |  |  |

| Unknown route-map component "SKRZ-G2u" |

| Unknown route-map component "SKRZ-Ao" |

| Unknown route-map component "SKRZ-Ao" |

| Enter and exit short tunnel |

| Unknown route-map component "hKRZWae" |

| Unknown route-map component "CONTgq" | Unknown route-map component "KRZo" | Unknown route-map component "CONTfq" |

| Unknown route-map component "hKRZWae" |

| Unknown route-map component "hKRZWae" |

| Unknown route-map component "hSTRae" |

| Enter and exit short tunnel |

| Unknown route-map component "hSTRae" |

| Unknown route-map component "hSTRae" |

| Unknown route-map component "hSTRae" |

| Station on track |

| Unknown route-map component "lSHST" + Unknown route-map component "STR~L" | Unknown route-map component "STR~R" |

| Enter and exit short tunnel |

| Enter and exit tunnel |

| Unknown route-map component "tSTRa" |

| Unknown route-map component "tSTR" |

| Unknown route-map component "tSKRZ-A" |

| Unknown route-map component "tSTRe" |

| Enter and exit short tunnel |

| Unknown route-map component "SEC2" |

| Unknown route-map component "CONTgq" | Unknown route-map component "ABZg+r" |  |

| 711+001 |
| 854+580 |

| Enter and exit tunnel |

| Small non-passenger station on track |

| Unknown route-map component "eHST" |

| Unknown route-map component "SKRZ-Ao" |

| Unknown route-map component "eBHF" |

| Unknown route-map component "eBHF" |

|  | Unknown route-map component "ABZg+l" | Unknown route-map component "CONTfq" |

| 441+999 |
| 859+846 |

|  |  | Unknown route-map component "ABZgl" | Unknown route-map component "TUNNEL2q" | Unknown route-map component "STR+r" |

|  |  |  | Unknown route-map component "ABZg+l" | Unknown route-map component "TUNNEL2q" | Unknown route-map component "ABZql" | Unknown route-map component "CONTfq" |

| Unknown route-map component "CONTgq" | Unknown route-map component "ABZg+r" |  |

| End station |

| 862+050 |
| 0+000   |

Da Parigi a:
- Aeroporto internazionale di Saint-Exupéry 1:50
- Valence 2:16
- Avignone 2:40
- Aix-en-Provence 2:55
- Marsiglia 3:00
- Tolone 3:55
- Hyères 4:15
- Frejus 4.40
- Nizza 5.35
- Nîmes 2:55
- Montpellier 15:15
- Béziers 4:03
- Perpignano 4:45